# Veroli-Kästchen

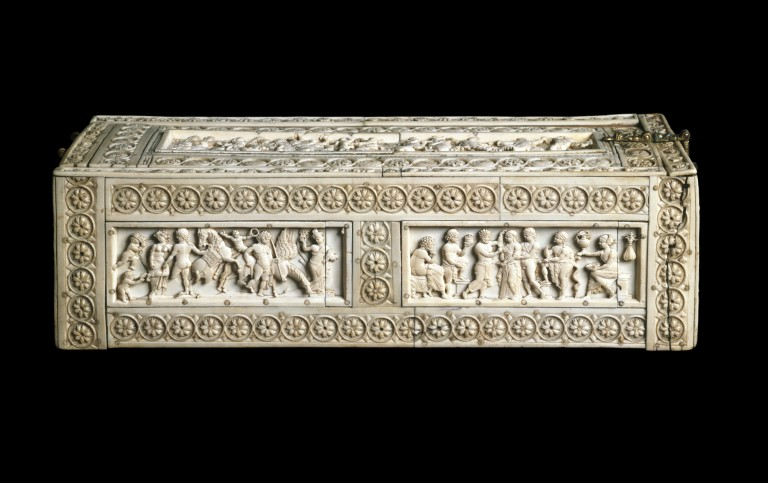
Veroli-Kästchen

Das Veroli-Kästchen ist ein byzantinisches Kästchen aus Holz, das reich mit Elfenbein- und Beinauflagen verziert ist. Es ist 40,5 × 16 × 11,2 cm groß und datiert wohl in die Mitte des 10. Jahrhunderts. Als Herstellungsort wird Konstantinopel angenommen. Das Veroli-Kästchen ist eines der wichtigsten Werke byzantinischer Elfenbeinkunst.
Das Kästchen zeigt an den Außenseiten Felder, die Bildfolgen aus der griechischen Mythologie wiedergeben und in einem klassisch-antiken Stil gehalten sind. Unter anderem sind dargestellt: auf der Vorderseite links Bellerophon samt Pegasus und rechts das Opfer der Iphigenie, auf dem Deckel der Raub der Europa, auf den Schmalseiten dionysische Motive. Andere abgebildete Figuren sind Asklepios, Hygieia und Herakles. Die Elfenbeinarbeiten fallen durch ihr hohes technisches Können auf. Zahlreiche Figuren sind unterschnitten und erscheinen daher fast vollplastisch. Daher und aufgrund des souveränen, humorvoll-ironischen Umgangs mit antiken Motiven werden sie zu den Hauptwerken der makedonischen Renaissance gerechnet. Die Bildpaneele werden von Rosettenbändern gerahmt, die in der Qualität deutlich unter den figürlichen Szenen liegen.
Die originale Funktion des Kästchens ist unbekannt. Es kann sich um ein Hochzeitsgeschenk gehandelt haben oder vielleicht um einen Behälter für wertvolle Parfüme.
Das Kästchen wurde bis 1861 in der Kathedrale von Veroli aufbewahrt, 1865 wurde es vom Victoria and Albert Museum in London erworben (Inventar-Nr. 216-1865). Weitere Reliefplatten mit teils ausgeprägten motivischen Übereinstimmungen und in ebenfalls hoher technischer Qualität befinden sich im Louvre und im Grünen Gewölbe. Möglicherweise entstammen sie derselben Werkstatt, in der entsprechende Vorlagen immer wieder neu kombiniert wurden.

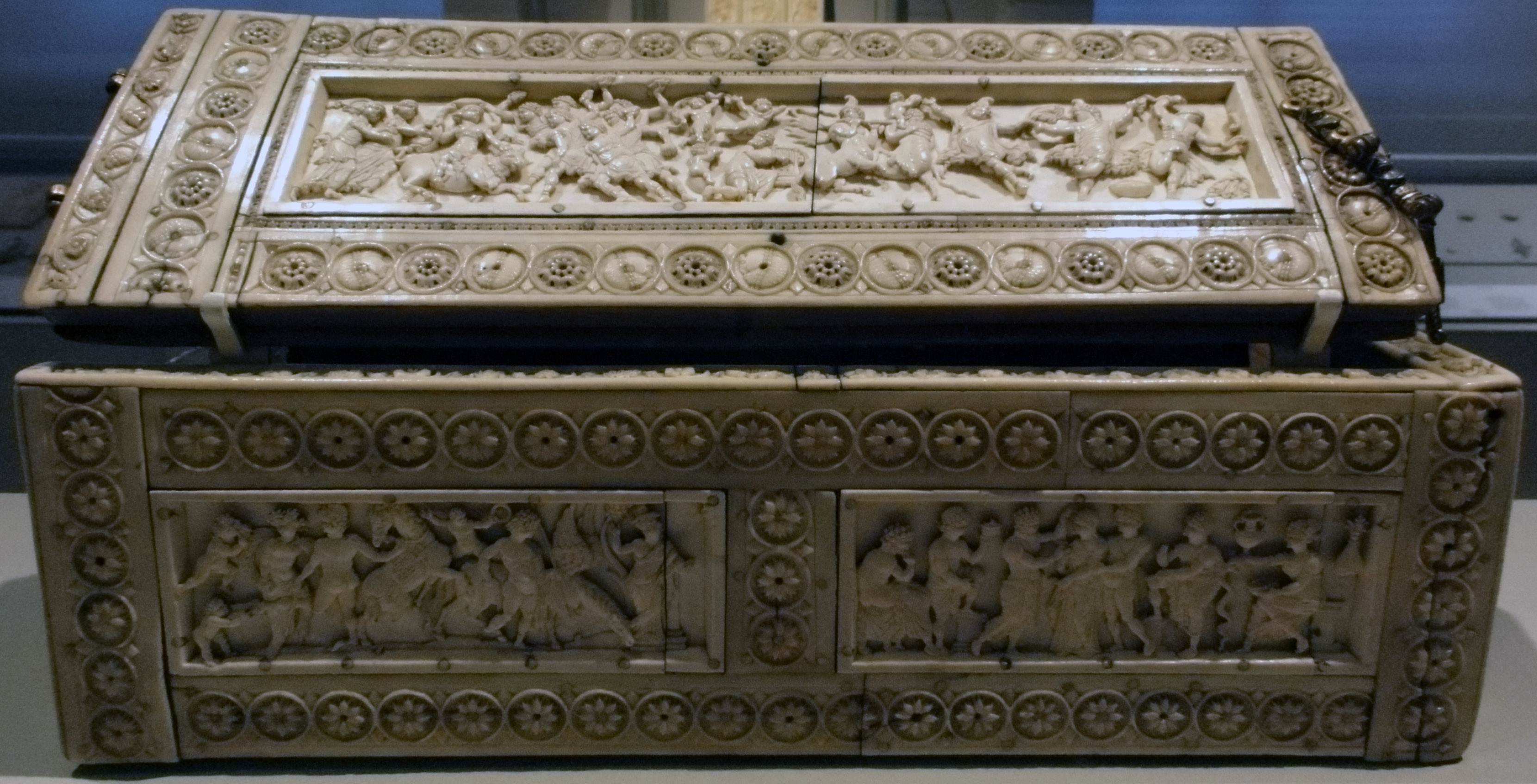
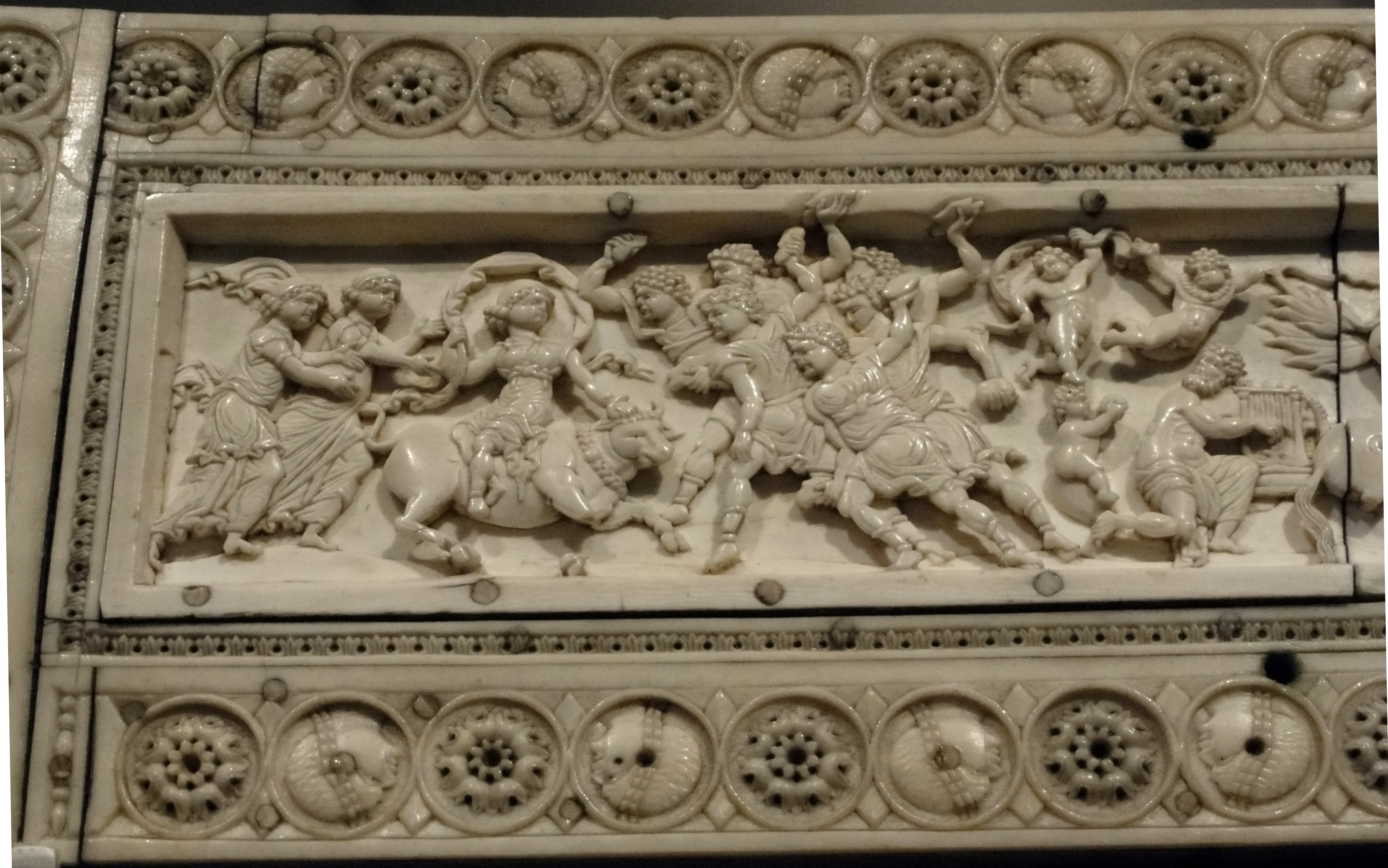
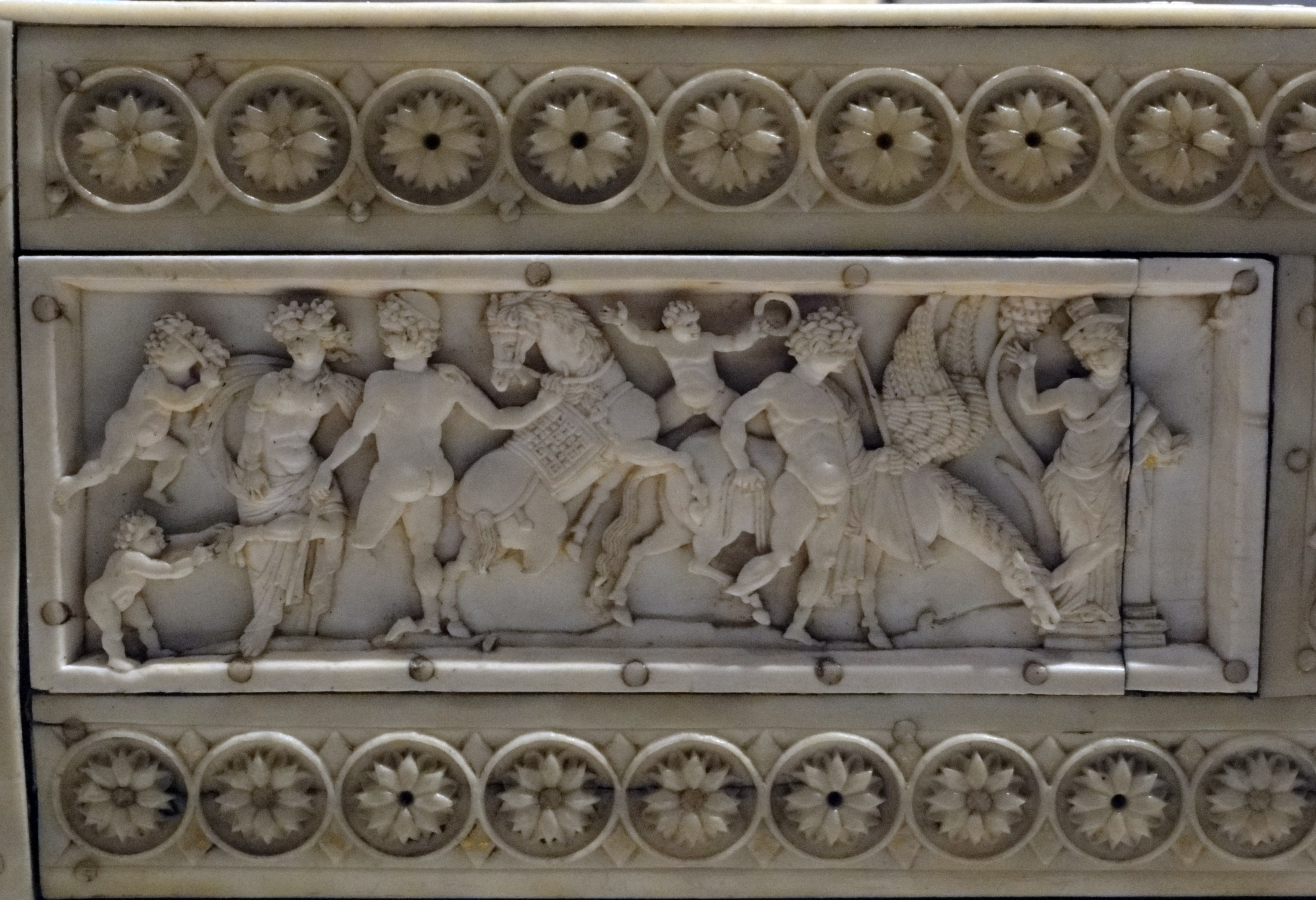
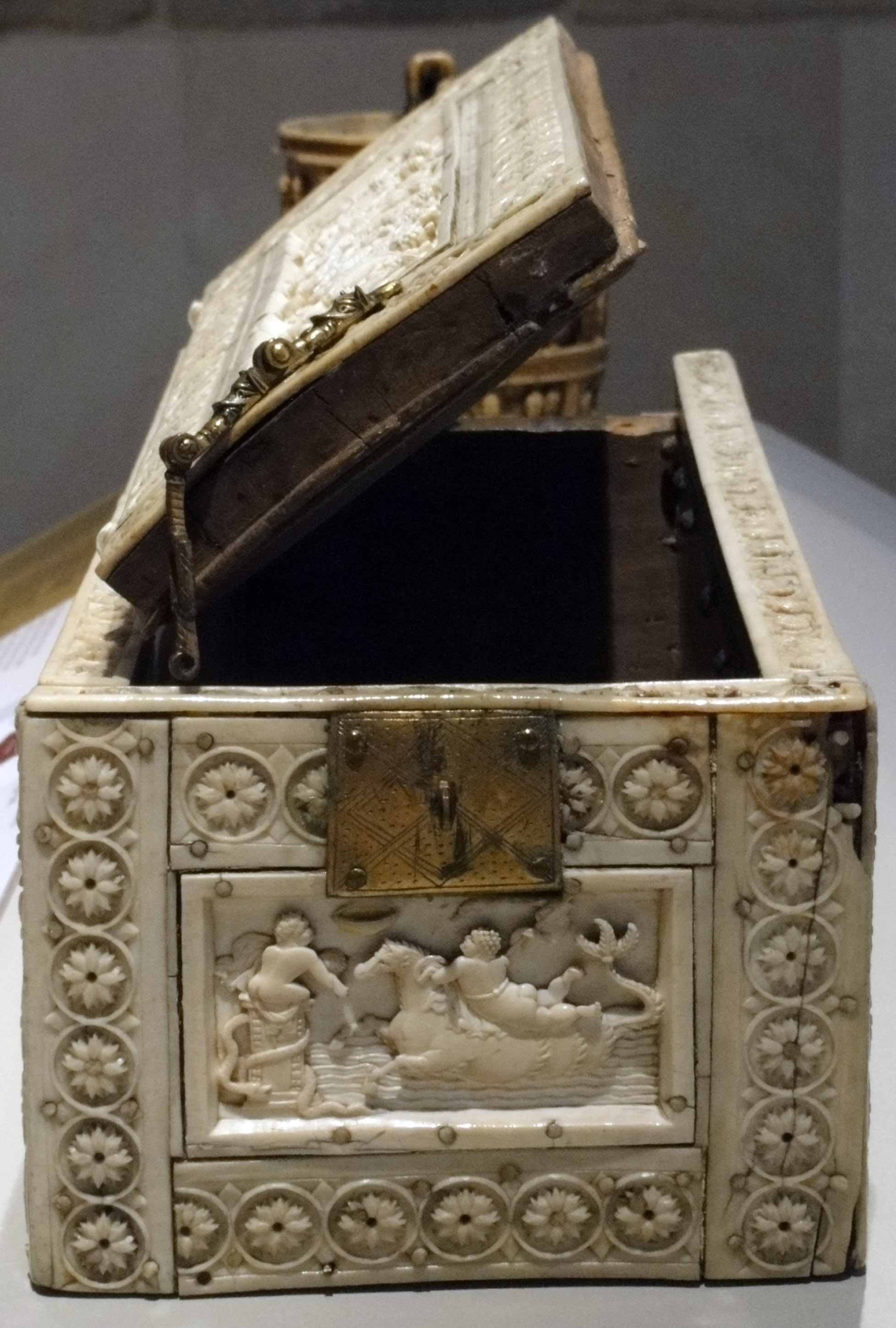